# Voorspel (seksualiteit)

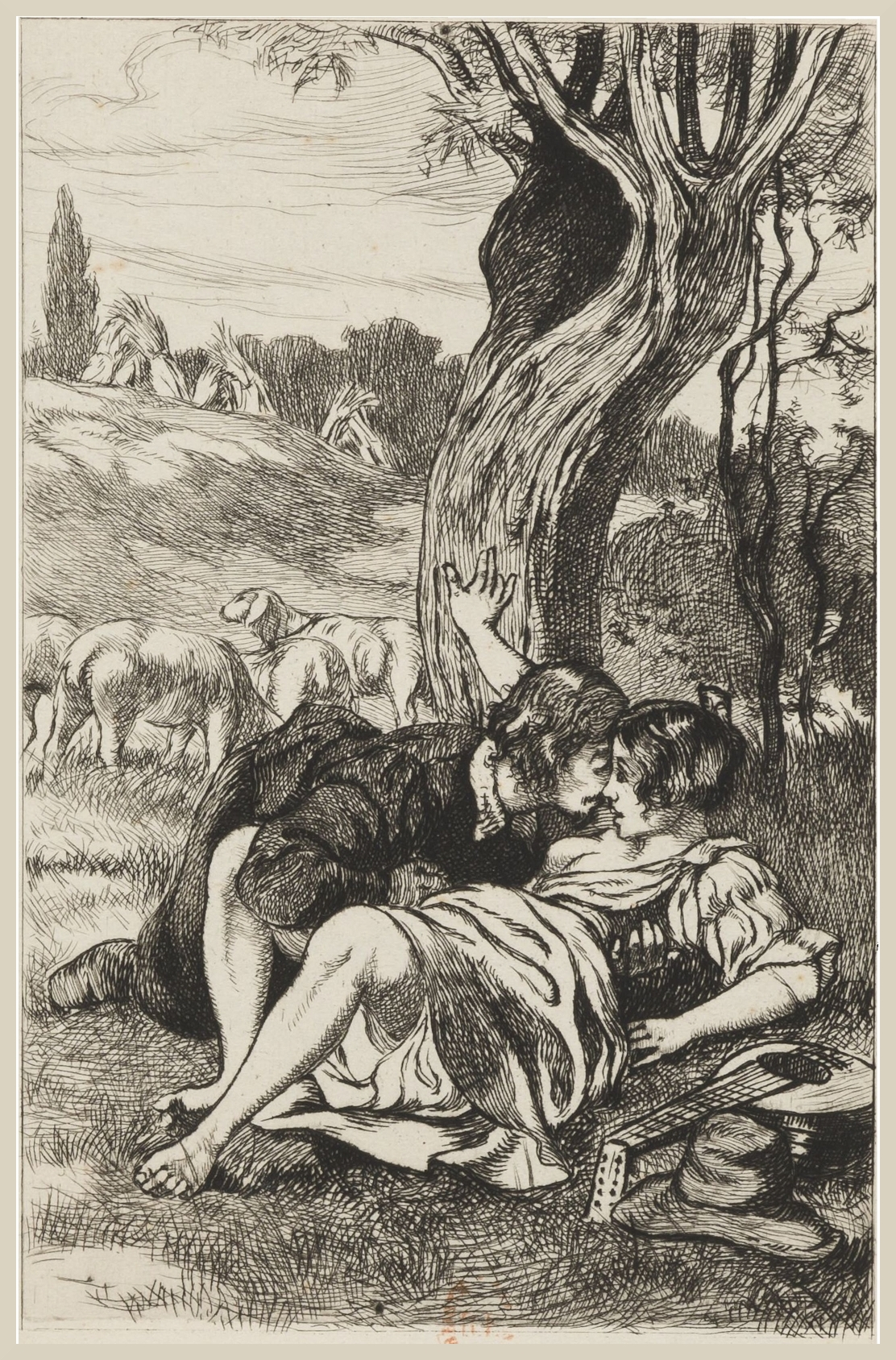
Voorspel

Voorspel in de seksualiteit is het fysieke intieme begin van een seksuele betrekking die dient om lust op te wekken, soms als voorbereiding op geslachtsgemeenschap of een andere seksuele handeling om een orgasme te bereiken.
Enkele handelingen die als vorm van voorspel kunnen worden uitgeoefend, zijn zoenen (met name tongzoenen), strelen, het aanraken van de genitaliën, orale seks, de partner aftrekken of vingeren, seksueel fetisjisme, spanking, bondage en dirty talk.